# のみじょし
『のみじょし』は、迂闊による日本の4コマ漫画作品。『まんがくらぶ』（竹書房）にて2013年8月号に読み切りが掲載後、2014年1月号に再度読み切りが掲載され、2014年7月号より3号連続でゲスト掲載、同年12月号より最終号である2020年5月号まで連載された。『まんがライフオリジナル』（同）2015年7月号にも読み切りが掲載され、2016年1月号より隔月で連載されていたが、2020年7月号から月刊連載中。『まんがライフ』（同）2016年1月号にゲスト掲載され、『まんがくらぶ』合併後は2020年7月号より休刊号である2022年9月号まで隔月連載された。
単行本第2巻にはコトヤマがトリビュートイラストと帯に推薦文を寄せ、第5巻には紙魚丸がトリビュートイラストを寄せた。
2015年にはわくわく手作りファーム川北の金沢百万石ビールとコラボし、『まんがくらぶ』2015年10月号に描きおろしのカラーイラストが掲載された。
2016年3月7日には本作のLINEスタンプが発売された。2020年5月28日には本作初の増刊号が発売された。

## 製作背景
連載前迂闊のPixivやメールへ「うち（竹書房）でマンガを書きませんか？」というメールが来て詐欺と疑った迂闊は竹書房にその担当が在籍しているかどうかの確認の電話したが間違いなく竹書房の社員であり、迂闊は後ほど謝罪したという。余談ではあるがその担当はまさか詐欺扱いされるとは思わず落ち込んだとのこと（1巻より）。
作者の迂闊はマンガのタイトルをつけるのが苦手で、この作品も適当に「サシ呑み女子」という仮タイトルと決めていたが、出版社とのやり取りの中でいつの間にか「サシ」の文字が消え、さらに平仮名表記の「のみじょし」になってしまい、連載が決まった時に「もうのみじょしで通してしまった」と担当編集者から知らされたという。
第46話では旅行先でオリジナルビールの手造り体験をするエピソードがあり、作者は実際にビール工房を取材し、オリジナルビール造りに挑戦した。その様子を追った記事「のみじょしオリジナルのクラフトビールを作ろう!」が『まんがくらぶ』2018年9月号に掲載された。

## あらすじ
酒好きちょっぴり残念系アラサーOLの主人公とその友達や家族、同僚たちがおりなす呑兵衛コメディ。作者が住んでいる石川県が舞台となっている。話数は酒にちなんで「第◯杯目」と表記される。

## 登場人物

### 主人公
高瀬道子（たかせ みちこ） / みっちゃん
独身、OL、彼氏なしの29歳。
大学卒業後に実家を出て一人暮らし中。見た目は普通の女性っぽいが、普段でもうっかりさんなとこがあり酒が絡むとかなり残念系な面が顔を出す。酒絡みだと何でも手を出すタイプでもあり、一時期燻製にハマったりコンビニの缶詰ツマミを一気買いしたりもしていた。アルコールの蒸気のため、熱燗を飲むのが苦手だが多少克服した感もあり。酒以外にもカニに目がなく、カニの解禁日が近づくと落ち着きがなくなりカニ料理を尊ぶクセがある。サワラも好物。料理は全般的に出来るようで得意料理の牛肉の赤ワイン煮やサワラの昆布締めなどを作ったり、コンビニの缶詰ツマミを一気に開け過ぎた時にはアレンジしてお昼の弁当のおかずにしたりしていた。
外見はショートヘアーにメガネをかけておりスレンダー系で貧乳。前の彼氏と別れて4年。女性の巨乳などに興味を示すオヤジ系な面もあるが尻は男女関係ないらしくセクハラ癖あり。
東雲ゆき（しののめ ゆき） / ゆきちゃん
道子とは高校時代からの友人で既婚、結婚8年目で専業主婦、二児の母の29歳。
見た目はほわんとしたおっとり系美人だがしっかりした一面も持っている。料理の腕前もかなりのもので母性本能も高く食べさせたい欲が頂点に達すると色々料理を作ったり、道子の家にお泊まり会で泊まった時には他の2人より早起きして朝食を準備したりしている。
外見はウェーブのかかったショートボブヘア―で目は閉じているように見える。またかなりの巨乳の持ち主。何気に酒豪でもあり東雲家の男性陣と飲んだ時、男性陣を飲み負かしている。
宮内美園（みやうち みその） / ソノさん
道子とは大学時代からの友人で独身、書店店員の29歳。
ジム通い&筋トレが好きで目覚ましが鳴るより早く起きての早朝ジョギングが日課。性格的には冷静なタイプで3人の中ではブレーキ役なポジションだがトレーニングが関係すると熱い面もある。料理は苦手としており、切る、茹でる、そのまま、の0工程から2工程までが限界だったが焼きリンゴで3工程をクリアーした。職人の作業を見てるのが好き。
外見はベリーショートに切れ長の目、また鍛えた身体はナイスバディでヅカ系美人である。そのせいか普段の何気ない行動も格好よく見られてしまうこともある。ゆきの旦那さんのタカさんとは筋肉でひそかに張り合う。

### 高瀬家
高瀬延彦（たかせ のぶひこ）
高瀬姉妹の父。
穏やかな性格の父親でありやはり酒も好き。道子からお祝いでウイスキーなどをプレゼントされたりするが、代わりに道子が帰省した時に秘蔵のお酒をのまれてしまったりする。梅酒が好きで色々集めていたようだが、こちらは睦実にこっそり飲まれていた。
高瀬明子（たかせ あきこ）
高瀬姉妹の母。
ややキツめの顔だちをしている。料理が得意で自宅で出すおせち料理の四割は手作りだったりする。ただし道子の母親らしくかなりアバウトな面も持ち合わせており、道子がもろきゅうに使うもろみ味噌の作り方をLINEにて聞いた時には「クックパッドでも見て」と返信してきて道子が改めて血の繋がりを感じていた。
ちなみに娘２人の体型は、母の遺伝。
高瀬睦実（たかせ むつみ）
道子の妹。25歳。
性格はいわゆるツンデレタイプだがツンの割合が非常に多く、なかなかデレの面は見せない。そのせいかきつめな言動や毒舌がやや目立つ。姉より妹が欲しかったらしく無類の子供好きで小さな子供関連では普段の態度とは真逆になる。道子にはやく結婚して子供作ってとせがんだり、姉の友人である東雲家の２人の子供にデレたりしている。
市役所の児童福祉課に勤めている。家族同様酒呑みで、絡み上戸。姉同様にスレンダーな体型。
高瀬祖父
延彦の父。
田舎のほうに住んでおり現在は畑などをしながら暮らしてるようである。睦実とは気が合う。
高瀬たま子（たかせ たまこ）
延彦の母。
高瀬祖父とともに田舎に住んでおり畑で採れた作物を高瀬家に送ったりしている。量が多い場合は車に積んで祖父とともに直接高瀬家に出向いたりもする。料理の腕前はかなりのものであり年齢の割りに調理スピードも速い。高瀬家では祖母謹製のふきのとう味噌が絶品とされ競争率が高い。また意外と体力もあり高瀬家に来た時には一人で車を運転して街まで買い物に出かけたりしていた。好奇心旺盛で日々様々なものをチェックしている。
愛車はスズキ・ラパンである。

### 東雲家
東雲保孝（しののめ やすたか） / タカさん
ゆきの夫で36歳。
ゲームショップの店長をしている。ゆきとは今もアツアツの関係であり、道子たちも度々あてられている。その身体はたくましく鍛えられており冬場でも半袖シャツを着用。美園と筋肉で密かに張り合う一面も持つ。
能登出身で実家は漁師をしており、家を継いだ兄がいる。東雲家の男系血筋はDNAのせいか皆、保孝と同じ顔付きをしている。
東雲さとし（しののめ さとし）
東雲家の長男で7歳。
餃子の皮を手作りした際にきれいな丸になるまで真剣に取り組んだり、ピザ職人のTV番組を観てピザ回しの練習に励むなど幼くして職人気質を見せる。カードゲームなどでは割りと容赦ない面も見せている。嫌いな食べ物はピーマン。時折両親を感動させる言葉を言うことがある。
東雲ひろむ（しののめ ひろむ）
東雲家の次男で4歳。兄同様ピーマンが苦手。
秀明（ひであき）
保孝の兄。父親とともに漁師をしており、海に入って足で貝を掘る技を持っている。
航太（こうた）、海咲（みさき）
秀明の子供たち。

### 宮内家
宮内武流（みやうち たける）
美園の双子の弟。
森林組合の職員として勤める傍、狩猟もしている。姉とは違い下戸であり、秋尾とは下戸仲間になる。
宮内の父
美園と武流の父親。帰省した際に美園が家を出たため武流が下戸である事を残念がっていたが、美園と母は即座に武流のフォローに回った。
宮内の母
美園と武流の母親。

### 会社の同僚
吉田昭信（よしだ あきのぶ）
道子の会社の同期の一人。29歳。
新入社員時代の配属は道子と同じで、そのころから道子のうっかりなどで被害をこうむってるようで、今も飲み会や集まりなどで道子にからかわれたりしてはイライラを増幅させている。同僚として仲は悪くはないのだが、理恵から「道子と（付き合うのは）どう?」と振られた時には「ないわー」と即答していた。
姉と妹がおり彼女らのせいもあって女子力高めな料理好き男子でもある。
三好理恵（みよし りえ）
道子の会社の同期の一人。29歳。
道子の言動に呆れたりしつつもきちんと理解もしてくれている良き友人。埼玉県出身であり、石川県出身の他の人物とはギャップがあったりもする。
同期の三好と職場恋愛にて結婚。2年目だがまだまだ新婚アツアツ状態であり自宅にはカップをはじめペア商品がかなり置いてあり道子らは自宅へ行くたびにあてられている。
三好くん
道子の会社の同期の一人。
理恵の夫で結婚2年目。現在は別の部署だが、新入社員時代の配属は道子と同じ。穏やかだがノリのいいところもある性格。石川出身。三好家和食担当で腕前もかなりのもの。何故か妻の理恵からさえ「三好くん」呼びのため下の名前は不明。

### その他
丸山このみ（まるやま このみ）
美園が勤める書店の後輩で24歳。
ボブカットで明るくかしましい女性。
凝り性でひやおろしに興味を持ちソノさんと飲みに行ったのをきっかけに日本酒にはまる。勤務先の書店に酒関連のコーナーを設置し、試飲コーナーや酒の販売まで行おうとした。
井田遥（いだ はるか）
美園が勤める書店の先輩で32歳。
まんがくらぶ2019年3月号より登場。
ちょっとクセのある性格で道子とは飲み仲間。また服装のセンスに独特なところがある。
登場するキャラクターでは唯一の喫煙者。
秋尾（あきお）
タカさんのゲームショップのアルバイト店員の25歳。
睦美の同級生でもある。東雲家のさとしとひろむに非常に懐かれており、それが原因で子供好きな睦美からは妬まれている。まんがくらぶ2018年12.1月合併号で名前がアオキと誤植されていたことがあるが、姓が秋尾である。
牡蠣を食べることが出来ない。
吉田真澄（よしだ ますみ）
昭信の姉。31歳の社会人。
弟を振り回す性格をしており、昭信は心の平穏を求めている。とある出来事で道子と知り合う。
吉田柚希（よしだ ゆずき）
昭信の妹。22歳の大学生。
姉同様に、兄を振り回す。
居酒屋の大将（いざかやのたいしょう）
年齢不詳。道子達が大学時代から通う飲み屋を経営しており、道子経由で吉田達も店に通うようになる。アヒージョなど新しい物好き。道子達のことは娘のように思っており、彼女達からのリクエストには大抵応える。後述のようにおかみさんには頭が上がらないが、料理に関しては主張がぶつかることもある。
居酒屋のおかみさん（いざかやのおかみさん）
年齢不詳。大将の奥さん。大将は飲み屋を開店した当初客からの高評判による慢心から食材の仕入れ値段に糸目をつけず、働けば働くほど赤字になる悪循環に陥りおかみさんは身内や親戚に頭を下げお店の閉店後に内職をし、なんとかお店を立て直すも建て直すのに5年もかかったことから原因を作った大将はおかみさんに頭が上がらない。

## 書誌情報
- 迂闊『のみじょし』 竹書房〈バンブーコミックス〉、既刊13巻（2024年11月15日現在）
  1. 2015年7月4日発売[15][16]、ISBN 978-4-8019-5295-9
  2. 2016年3月7日発売[6][17]、ISBN 978-4-8019-5471-7
  3. 2016年12月17日発売[18][19]、ISBN 978-4-8019-5708-4
  4. 2017年10月27日発売[20][21]、ISBN 978-4-8019-6083-1
  5. 2018年11月7日発売[22][23]、ISBN 978-4-8019-6432-7
  6. 2019年5月27日発売[24]、ISBN 978-4-8019-6621-5
  7. 2020年7月27日発売[25]、ISBN 978-4-8019-7010-6
  8. 2021年2月17日発売[26]、ISBN 978-4-8019-7201-8
  9. 2021年10月27日発売[27]、ISBN 978-4-8019-7448-7
  10. 2022年6月27日発売[28]、ISBN 978-4-8019-7657-3
  11. 2023年2月16日発売[29]、ISBN 978-4-8019-7953-6
  12. 2024年3月15日発売[30]、ISBN 978-4-8019-8274-1
  13. 2024年11月15日発売[31]、ISBN 978-4-8019-8484-4